# 퀴나프릴
퀴나프릴(quinapril)은 화이자에서 아큐프릴(Accupril)이라는 상품명으로 판매하는 약물이다. 고혈압, 심부전, 당뇨병성 신증에 사용한다. 고혈압에 대한 1차 치료제이다. 경구로 투여한다.
흔한 부작용으로 두통, 어지럼증, 피로감, 기침이 있다. 심각한 부작용으로는 간 이상, 저혈압, 혈관부종, 콩팥 이상, 고칼륨혈증 등이 있다. 임신 및 수유 중 사용은 권고하지 않는다. 레닌-안지오텐신-알도스테론계(RAAS) 활성을 감소시켜 작용하는 ACE 억제제의 일종이다.
특허 출원은 1980년, 의학용 사용이 허가된 것은 1989년이다. 복제약으로 이용 가능하다. 2020년 한 해 동안 미국에서 100만 건 이상 처방되었고, 처방 횟수 순위 253위에 올랐다.

## 의학적 사용
적응증은 고혈압 치료, 그리고 심부전에 대한 보조 요법이다. 고혈압 치료 시 퀴나프릴 단독, 혹은 티아지드계 이뇨제와 병용 가능하다. 심부전에 대해서는 이뇨제나 디곡신과 병용 가능하다.

## 부작용
퀴나프릴의 약물 부작용에는 어지럼증, 기침, 구토, 위장 불편감, 혈관부종, 피로감 등이 있다.

## 금기증
금기증은 다음과 같다.
- 임신
- 간, 콩팥 기능 손상
- 이미 ACE 억제제 치료 중 혈관부종이 발생한 과거력이 있는 환자
- 퀴나프릴에 과민반응이 있는 환자

## 작용 기전
퀴나프릴은 안지오텐신 전환효소(ACE)를 억제하는 ACE 억제제에 속한다. 안지오텐신 전환효소는 안지오텐신 I이 안지오텐신 II로 변환되는 과정을 촉매한다. 안지오텐신 II는 강력한 혈관수축제이며 다양한 기전을 통해 혈압을 올린다. 안지오텐신 생산이 줄어들면 혈장 알도스테론 농도도 같이 감소해, 소변으로 나트륨 배설이 증가하고 혈액 내 칼륨 농도는 증가한다.